# Konstantin VI. (Byzanz)

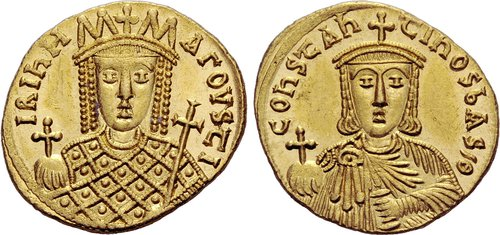
Irene und Konstantin VI.

Konstantin VI. (Κωνσταντῖνος ΣΤ′, * um 771; † zwischen 797 und 805 in Konstantinopel) folgte 780 seinem Vater Leo IV. als Kaiser von Byzanz und regierte bis 797. Er war der letzte männliche Kaiser der syrischen Dynastie. Da er sehr jung Kaiser wurde (ca. 9 Jahre), fungierte als Regentin seine ikonodule Mutter Irene.
787 ging Irene ein Bündnis mit Karl dem Großen ein, Pläne wurden geschmiedet, dessen Tochter Rotrud mit Konstantin zu verheiraten, aber nicht weiter verfolgt. 788 schloss Konstantin eine Ehe mit Maria, einer Enkelin des später heiliggesprochenen Philaretos, eines verarmten Landbesitzers aus Amnia in Paphlagonien.
Konstantin war nun 16 Jahre alt und damit nach herrschender Meinung alt genug, um von seiner Mutter die Regierungsgewalt zu übernehmen. Er musste jedoch noch warten bis zu einem Aufstand armenischer Soldaten in der byzantinischen Armee im Jahr 790, der sich gegen Irene und deren Hofvorsteher Staurakios richtete, bis er tatsächlich an die Macht kam. Irene behielt den Titel einer Kaiserin, und Konstantin musste erst die aufständischen Soldaten schlagen, bevor sie dieses Arrangement akzeptierten.
Auch einen Aufstand seines Onkels Nikephoros musste er unterdrücken, den man in ein Kloster gesteckt hatte, um ihn daran zu hindern, das Regierungshandwerk zu lernen. Er ließ sich scheiden und heiratete erneut, eine unpopuläre, vielleicht auch illegale Handlung, was der Patriarch jedoch ignorierte.
Im Jahr 797 brach eine weitere Rebellion aus, diesmal von Irenes Verbündeten angezettelt. Mit ihrer Zustimmung wurde Konstantin gefangen gesetzt und geblendet. Er starb später an den ihm zugefügten Wunden und hinterließ Irene die alleinige Gewalt über das Reich.
In der Regierungszeit Michaels II. (820–829) traten Prätendenten auf, die vorgaben, Konstantin VI. zu sein, darunter Thomas der Slawe.